# Sebastian Huber (Politiker, 1903)
Sebastian Huber (* 4. April 1903 in Fanten; † 7. Dezember 1973 in Mühldorf am Inn) war ein deutscher Politiker (CSU).
Huber besuchte die Landwirtschaftsschule in Mühldorf und St. Ottilien und war später als Landwirt und Gastwirt tätig.
Bis 1933 war Huber Mitglied der BVP, der Bayerischen Christlichen Bauernvereine und zudem Vorsitzender des Katholischen Jungbauernverbands. Von 1945 bis 1951 war er Bürgermeister in Schwindkirchen. Er war Mitbegründer und bis 1951 Bezirksobmann des Bayerischen Bauernverbands im Landkreis Mühldorf und danach Mitbegründer der CSU im Landkreis Mühldorf. Er gehörte dem dortigen Kreistag an. 1946 saß Huber in der Verfassunggebenden Landesversammlung und von 1946 bis 1970 des Bayerischen Landtags. Ab 1954 vertrat er den Stimmkreis Mühldorf-Wasserburg am Inn als direkt gewählter Abgeordneter.